# Primera División Profesional de Uruguay 2010-2011
La Primera División Profesional de Uruguay 2010-2011 è stata la 107ª edizione del campionato uruguaiano di calcio di massima serie.
Il Nacional si è laureato campione per la 43ª volta.

## Squadre partecipanti
| Squadra              | Città      | Stadio                      |
| -------------------- | ---------- | --------------------------- |
| Bella Vista          | Montevideo | Estadio José Nasazzi        |
| Central Español      | Montevideo | Parque Palermo              |
| Cerro                | Montevideo | Estadio Luis Tróccoli       |
| Danubio              | Montevideo | Jardines Del Hipódromo      |
| Defensor Sporting    | Montevideo | Estadio Luis Franzini       |
| El Tanque Sisley     | Montevideo | Estadio Victor Della Valle  |
| Fénix                | Montevideo | Estadio Parque Capurro      |
| Liverpool            | Montevideo | Estadio Belvedere           |
| Miramar Misiones     | Montevideo | Parque Luis Méndez Piana    |
| Montevideo Wanderers | Montevideo | Estadio Viera               |
| Nacional             | Montevideo | Estadio Gran Parque Central |
| Peñarol              | Montevideo | Estadio Centenario          |
| Racing               | Montevideo | Estadio Osvaldo Roberto     |
| Rampla Juniors       | Montevideo | Estadio Olímpico            |
| River Plate          | Montevideo | Estadio Saroldi             |
| Tacuarembó           | Tacuarembó | Estadio Goyenola            |

## Torneo di Apertura
Il Torneo di Apertura è iniziato il 21 agosto e si è concluso il 5 dicembre.

### Classifica
|  | Pos. | Squadra              | Pt | G  | V | N | P  | GF | GS | DR  |
|  | ---- | -------------------- | -- | -- | - | - | -- | -- | -- | --- |
|  | 1.   | Defensor Sporting    | 30 | 15 | 9 | 3 | 3  | 31 | 13 | +18 |
|  | 2.   | Nacional             | 29 | 15 | 8 | 5 | 2  | 28 | 18 | +10 |
|  | 3.   | Bella Vista          | 29 | 15 | 9 | 2 | 4  | 24 | 18 | +6  |
|  | 4.   | El Tanque Sisley     | 28 | 15 | 8 | 4 | 3  | 21 | 18 | +3  |
|  | 5.   | Danubio              | 26 | 15 | 7 | 5 | 3  | 24 | 14 | +10 |
|  | 6.   | Peñarol              | 25 | 15 | 7 | 4 | 4  | 24 | 17 | +7  |
|  | 7.   | Montevideo Wanderers | 21 | 15 | 5 | 6 | 4  | 20 | 16 | +4  |
|  | 8.   | Liverpool (M)        | 21 | 15 | 5 | 6 | 4  | 18 | 19 | -1  |
|  | 9.   | Cerro                | 19 | 15 | 4 | 7 | 4  | 15 | 17 | -2  |
|  | 10.  | Fénix                | 18 | 15 | 4 | 6 | 5  | 21 | 20 | +1  |
|  | 11.  | River Plate          | 18 | 15 | 5 | 3 | 7  | 16 | 23 | -7  |
|  | 12.  | Central Español      | 17 | 15 | 4 | 5 | 6  | 21 | 25 | -4  |
|  | 13.  | Racing Montevideo    | 14 | 15 | 3 | 5 | 7  | 14 | 20 | -6  |
|  | 14.  | Rampla Juniors       | 12 | 15 | 2 | 6 | 7  | 19 | 27 | -8  |
|  | 15.  | Miramar Misiones     | 11 | 15 | 2 | 5 | 8  | 14 | 23 | -9  |
|  | 16.  | Tacuarembó           | 5  | 15 | 1 | 2 | 12 | 10 | 32 | -22 |

## Torneo di Clausura
Il Torneo di Clausura è iniziato il 5 febbraio e si è concluso il 5 giugno.

### Classifica Clausura
|  | Pos. | Squadra              | Pt | G  | V  | N | P  | GF | GS | DR  |
|  | ---- | -------------------- | -- | -- | -- | - | -- | -- | -- | --- |
|  | 1.   | Nacional             | 34 | 15 | 11 | 1 | 3  | 32 | 13 | +19 |
|  | 2.   | Defensor Sporting    | 28 | 15 | 8  | 4 | 3  | 19 | 12 | +7  |
|  | 3.   | Peñarol              | 27 | 15 | 8  | 3 | 4  | 28 | 20 | +8  |
|  | 4.   | Fénix                | 27 | 15 | 7  | 6 | 2  | 23 | 15 | +8  |
|  | 5.   | Racing Montevideo    | 24 | 15 | 7  | 3 | 5  | 26 | 22 | +4  |
|  | 6.   | Central Español      | 23 | 15 | 6  | 5 | 4  | 26 | 17 | +9  |
|  | 7.   | Cerro                | 23 | 15 | 6  | 5 | 4  | 19 | 22 | -3  |
|  | 8.   | Montevideo Wanderers | 20 | 15 | 5  | 5 | 5  | 24 | 17 | +7  |
|  | 9.   | Liverpool (M)        | 19 | 15 | 5  | 4 | 6  | 22 | 20 | +2  |
|  | 10.  | Rampla Juniors       | 19 | 15 | 5  | 4 | 6  | 18 | 25 | -7  |
|  | 11.  | Tacuarembó           | 19 | 15 | 6  | 1 | 8  | 17 | 26 | -9  |
|  | 12.  | River Plate          | 17 | 15 | 5  | 2 | 8  | 29 | 34 | -5  |
|  | 13.  | Bella Vista          | 15 | 15 | 3  | 6 | 6  | 16 | 18 | -2  |
|  | 14.  | Danubio              | 15 | 15 | 4  | 3 | 8  | 17 | 26 | -9  |
|  | 15.  | El Tanque Sisley     | 13 | 15 | 4  | 1 | 10 | 19 | 30 | -11 |
|  | 16.  | Miramar Misiones     | 9  | 15 | 2  | 3 | 10 | 12 | 30 | -18 |

## Classifica aggregata
|  | Pos. | Squadra              | Pt | G  | V  | N  | P  | GF | GS | DR  |
|  | ---- | -------------------- | -- | -- | -- | -- | -- | -- | -- | --- |
|  | 1.   | Nacional             | 63 | 30 | 19 | 6  | 5  | 60 | 31 | +29 |
|  | 2.   | Defensor Sporting    | 58 | 30 | 17 | 7  | 6  | 50 | 25 | +25 |
|  | 3.   | Peñarol              | 52 | 30 | 15 | 7  | 8  | 52 | 37 | +15 |
|  | 4.   | Fénix                | 45 | 30 | 11 | 12 | 7  | 44 | 35 | +9  |
|  | 5.   | Bella Vista          | 44 | 30 | 12 | 8  | 10 | 40 | 36 | +4  |
|  | 6.   | Cerro                | 42 | 30 | 10 | 12 | 8  | 34 | 39 | -5  |
|  | 7.   | Montevideo Wanderers | 41 | 30 | 10 | 11 | 9  | 44 | 33 | +11 |
|  | 8.   | Danubio              | 41 | 30 | 11 | 8  | 11 | 41 | 40 | +1  |
|  | 9.   | El Tanque Sisley     | 41 | 30 | 12 | 5  | 13 | 40 | 48 | -8  |
|  | 10.  | Central Español      | 40 | 30 | 10 | 10 | 10 | 47 | 42 | +5  |
|  | 11.  | Liverpool (M)        | 40 | 30 | 10 | 10 | 10 | 40 | 39 | +1  |
|  | 12.  | Racing Montevideo    | 38 | 30 | 10 | 8  | 12 | 40 | 42 | -2  |
|  | 13.  | River Plate          | 35 | 30 | 10 | 5  | 15 | 45 | 57 | -12 |
|  | 14.  | Rampla Juniors       | 31 | 30 | 7  | 10 | 13 | 37 | 52 | -15 |
|  | 15.  | Tacuarembó           | 24 | 30 | 7  | 3  | 20 | 27 | 58 | -31 |
|  | 16.  | Miramar Misiones     | 20 | 30 | 4  | 8  | 18 | 26 | 53 | -27 |

### Verdetti finali
- Nacional: Campione Clausura (in Copa Libertadores)
- Defensor Sporting Club: Campione Apertura (in Copa Libertadores)
- Coppa Libertadores: Nacional, Defensor Sporting Club e Peñarol
- Copa Sudamericana: Fénix e Bella Vista
- Tacuarembo e Miramar Misiones retrocessi in Segunda División Profesional de Uruguay.

## Play-off
| Arbitro: | Darío Ubriaco |

|  |           |            |
|  | Marcatori | 19’ Viudez |

| Defensor Sporting | Nacional |

| DEFENSOR SPORTING: |    |                      |     |     |
|                    |    |                      |     |     |
|                    | 1  | Martín Silva (C)     |     |     |
|                    | 8  | Damián Suárez        |     |     |
|                    | 4  | Mario Risso          |     |     |
|                    | 3  | Nestor Moiraghi      | 43’ |     |
|                    | 23 | Adrián Argachá       |     |     |
|                    | 14 | Eduardo Aranda       |     |     |
|                    | 15 | Diego Rodríguez      | 48’ |     |
|                    | 6  | Sebastián Suárez     |     | 58’ |
|                    | 10 | Brahian Alemán       |     | 64’ |
|                    | 16 | Ignacio Risso        |     | 69’ |
|                    | 11 | David Texeira        |     |     |
| Substitutes:       |    |                      |     |     |
|                    | 12 | Yonathan Irrazábal   |     |     |
|                    | 2  | Ramón Arias          |     |     |
|                    | 25 | Andrés Fleurquín     |     |     |
|                    | 21 | Ignacio Lores Varela |     | 64’ |
|                    | 5  | Diego Ferreira       |     |     |
|                    | 20 | Adrián Luna          | 89’ | 58’ |
|                    | 18 | Mauro Vila           |     | 69’ |
| Allenatore:        |    |                      |     |     |
| Pablo Repetto      |    |                      |     |     |

| NACIONAL:           |    |                     |     |     |
|                     |    |                     |     |     |
|                     | 25 | Rodrigo Muñoz       |     |     |
|                     | 13 | Gabriel Marques     | 39’ |     |
|                     | 2  | Alejandro Lembo (C) |     |     |
|                     | 19 | Sebastián Coates    |     |     |
|                     | 4  | Alexis Rolín        |     |     |
|                     | 23 | Facundo Píriz       | 73’ |     |
|                     | 8  | Matías Cabrera      |     |     |
|                     | 22 | Mauricio Pereyra    |     |     |
|                     | 15 | Tabaré Viudez       |     | 83’ |
|                     | 20 | Santiago García     |     | 46’ |
|                     | 24 | Richard Porta       |     | 66’ |
| Substitutes:        |    |                     |     |     |
|                     | 1  | Leonardo Burián     |     |     |
|                     | 3  | Jadson Viera        |     |     |
|                     | 5  | Anderson Silva      |     |     |
|                     | 17 | Maximiliano Calzada |     |     |
|                     | 10 | Marcelo Gallardo    |     | 66’ |
|                     | 6  | Nicolás Vigneri     |     | 83’ |
|                     | 7  | Nicolás López       |     | 46’ |
| Allenatore:         |    |                     |     |     |
| Juan Ramón Carrasco |    |                     |     |     |

| Arbitro: Mauricio Pereyra Assistenti: William Casavieja Raúl Hartwig Quarto ufficiale: Gustavo Siegler |

| Primera División Campione 2010-2011 |
| ----------------------------------- |
| Nacional 43º titolo                 |